# Robin Nelisse
Pour les articles homonymes, voir Nélisse.
Robin Nelisse est un footballeur néerlandais né le 25 janvier 1978 à Rotterdam. Il évolue au poste d'attaquant. Il prend sa retraite en 2011 à la suite de blessures récurrentes.

## Carrière
| Saison    | Club                | Matches | Buts |
| --------- | ------------------- | ------- | ---- |
| 1997-1999 | Feyenoord Rotterdam | 14      | 4    |
| 1999-2000 | Cambuur Leeuwarden  | 34      | 12   |
| 2000-2005 | AZ Alkmaar          | 154     | 47   |
| 2005-2008 | FC Utrecht          | 83      | 27   |
| 2008-     | Red Bull Salzbourg  | 40      | 13   |

## Sélections
- 2 sélections et 0 but avec les Antilles néerlandaises en 2008.

## Palmarès
Feyenoord Rotterdam
- Eredivisie
  - Champion (1) : 1999

 Red Bull Salzbourg
- Championnat d'Autriche
  - Champion (2) : 2009, 2010